# Bad Boys (Alexandra Burke)
Bad Boys è il secondo singolo della cantante R&B britannica Alexandra Burke. È stato pubblicato dall'etichetta discografica Syco il 12 ottobre 2009. Le vendite del singolo nel Regno Unito ammontano a più di 670.000.
La canzone è un duetto con il rapper Flo Rida ed è stata scritta da Tramar Dillard, Lauren Evans, Alexander James, Melvin K. Watson Jr., Larry Summerville Jr. e M. Busbee ed è stata prodotta dai The Phantom Boyz e ha anticipato la pubblicazione dell'album di debutto della cantante, Overcome. Conteneva anche la b-side Dangerous. Ha riscosso un notevole successo sia in Irlanda che in Regno Unito, dove ha raggiunto la prima posizione delle classifiche.

## Tracce
CD singolo (Regno Unito e Australia)
1. Bad Boys (Melvin K Watson Jr, Larry Summerville Jr, Busbee, Lauren Evans, Alexander James)
2. Dangerous (Hitesh Ceon, Kim Ofstad, Andrea Martin)[8]
3. Bad Boys (Moto Blanco Radio Mix)

CD singolo (Germania)
1. Bad Boys
2. Hallelujah" (Leonard Cohen)

Download digitale (Regno Unito)
1. Bad Boys
2. Bad Boys (Moto Blanco Extended Vocal Mix)

## Classifiche
| Classifica (2009/2010) | Posizione massima |
| ---------------------- | ----------------- |
| Austria                | 22                |
| Belgio (Fiandre)       | 12                |
| Belgio (Vallonia)      | 42                |
| Danimarca              | 39                |
| Finlandia              | 11                |
| Germania               | 14                |
| Irlanda                | 1                 |
| Norvegia               | 7                 |
| Paesi Bassi            | 8                 |
| Regno Unito            | 1                 |
| Repubblica Ceca        | 3                 |
| Slovacchia             | 4                 |
| Svezia                 | 6                 |
| Svizzera               | 12                |